# ميريام (ألبوم)
"ميريام" هو أول ألبومات المطربة اللبنانية ميريام فارس وصدر في عام 2003  وقد ٱحتوى الألبوم على ثمان أغاني. حقق هذا الالبوم نجاحا كبيرا في الوطن العربي، وخصوصا اغنيتي (أنا والشوق) و (لا تسألني).

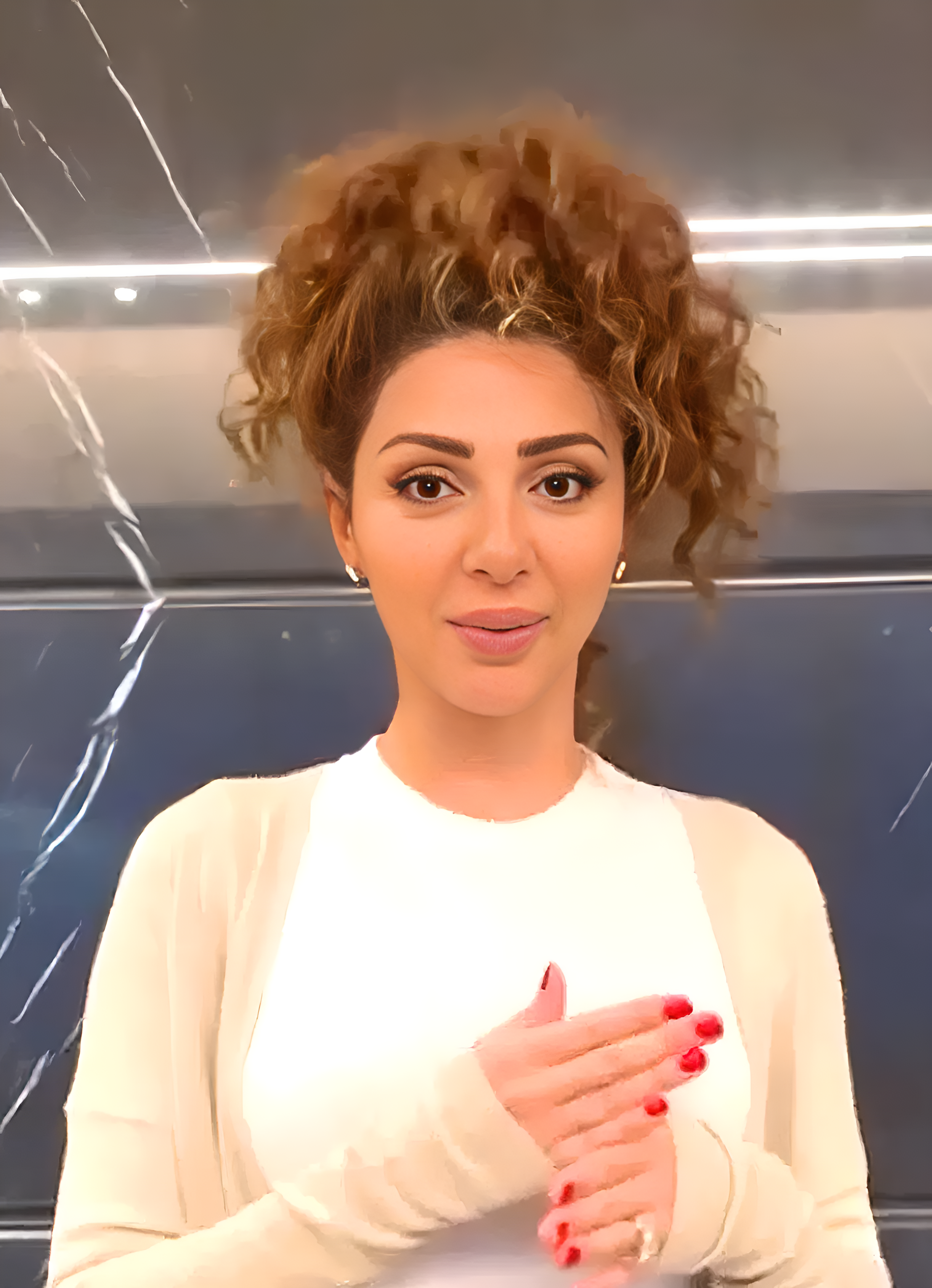
ميريام فارس صاحبة ألبوم أنا والشوق

## الأغاني
- أنا والشوق
- لا تسالني
- إنت الحياة
- أحبك حيل
- شو بدو يصير
- يا عالم بالحال
- غمرني
- هالغرام مش غرام

## كليبات الألبوم
- "انا والشوق" كان أول كليب لميريام فارس صور عام 2003 تحت إدارة المخرج وسام قطيط حيث رقصت ميريام بالكليب رقص الباليه وكما حققت الأغنية في ذلك الوقت مشاهدات كثيرة وعرضت على الكثير من القنوات وحققت أرباح عالية جدا.
- صور ثاني كليبات ميريام فارس "لا تسالني" أيضا عام 2003 تحت إدارة المخرج سليم الترك وكما حققت هذه الأغنية نجاحا مثل أغنية انا والشوق ورقصت ميريام بلكليب رقصا مثيرا جدا لكنه حقق أرباح عالية جدا.